# Lepidanthrax arnaudi
Lepidanthrax arnaudi är en tvåvingeart som beskrevs av Hall 1976. Lepidanthrax arnaudi ingår i släktet Lepidanthrax och familjen svävflugor.
Artens utbredningsområde är Kalifornien. Inga underarter finns listade i Catalogue of Life.